# Barely Dead
Barely Dead é um filme do gênero documentário sobre a cultura underground da patinação em linha.
Participaram das filmagens: Azikiwee Anderson, Julian Bah, Erik Bailey, Michael "Gumby" Braud, Alex Broskow, Cameron Card,Shane Coburn, Jess Dyrenforth, Arlo Eisenberg, Jon Elliot, Chris Farmer, Rob Guerrero, Chris Haffey, Chiaki Ito, Jon Julio , Ramelle Knight, Dave Kollash, Pat Lennon, Montre Livingston, Franky Morales, Jeromy Morris, Mike Opalek, Dre Powel, Brian Shima, Oli Short, David Sizemore e Jeff Stockwell.
A obra de arte na embalagem do filme foi feita por Andrew Tunney.

## Produção
O documentário foi produzido pela Media Misled em 2006. A Mídia Misled também fez o filme Black Market em (2005), outro documentário sobre patins (para não ser confundido com o documentário de 2007 sobre o comércio ilegal da vida selvagem e produtos associados). Ambos os vídeos foram dirigidos por Doug Urquhart . O filme foi filmado em película cinematográfica Super16mm e depois transferido para o vídeo.
| “ | BARELY DEAD é um filme sobre uma cultura underground, que cresceu além das barreiras étnicas, e dos limites econômicos e sociais - uma cultura reunida por um amor compartilhado ao patins ". E por causa disso que essa cultura vai ser o próximo grande movimento anti-establishment do século 21. | ” |

O Patins era originalmente conhecido como aggressive inline skating. Este documentário  , contém uma breve história do patins em linha, fala também  do rollerskate e do skate. Abrange também o uso do patins em linha como uma ferramenta de formação, fala também do boom de empresas como a Senate. já o resto do documentário é apenas uma compilação de um monte de cenas crônicas sobre a patinação e o skate desde o momento que se eles se tornaram populares na década de noventa até o ano de  2005. O Patins teve um impacto tremendo, graças a exposição do X games. O esporte teve que lutar por um lugar entre BMX (que era cada vez menor naquela época) e  skateboarding. A popularidade do patins diminuiu depois disso, o documentário tenta explicar o porquê. Os críticos dirão que o documentário é mais um vídeo de promoção do patins em linha. O vídeo contém muitas cenas de patinadores profissionais fazendo o que eles sabem de melhor. O documentário também contém imagens antigas de transmissões de TV. Há também uma menção ao IMYTA que era uma competição informal entre os patinadores.
A Patinação passou para a clandestinidade, por causa desse fato o esporte parece não ter mais vida, daí o título do filme "Barely Dead".
Existe uma série de "documentários sobre patins", "Black Market" é um deles. Antes dele os documentários que existiam eram  o "Hoax" e "Hoax 2". Os patinadores que fizeram estes dois "documentários" durante a gravação alegaram estarem realizados profissionalmente.

## Prêmios
Vencedor do festival de Cinema de Londres em 2005 - Freesports.

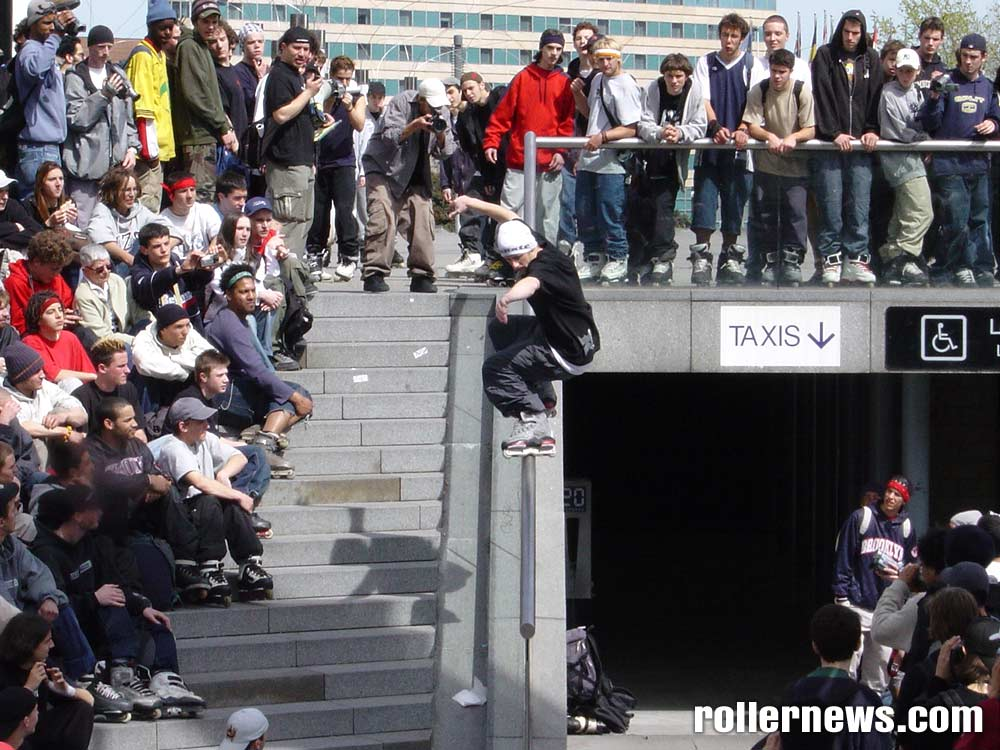
IMYTA em Paris, ano 2003

## Titulos Alternativos
- Barely Dead: The Saga of Modern Rollerblading
- Black Market II

## Referencias
1. ↑  Andrew Tunney's website
2. ↑  Interview with Doug Urquhart
3. ↑  review on www.rollernews.com
4. ↑  Review on the Be-Mag Rollerblading Magazine website